# Ludwig Beermann
Ludwig Beermann (* 1. April 1847 in Bremen; † 7. Oktober 1924 ebenda) war ein deutscher Architekt, als dessen bekanntestes Werk das Bremer Übersee-Museum gilt.

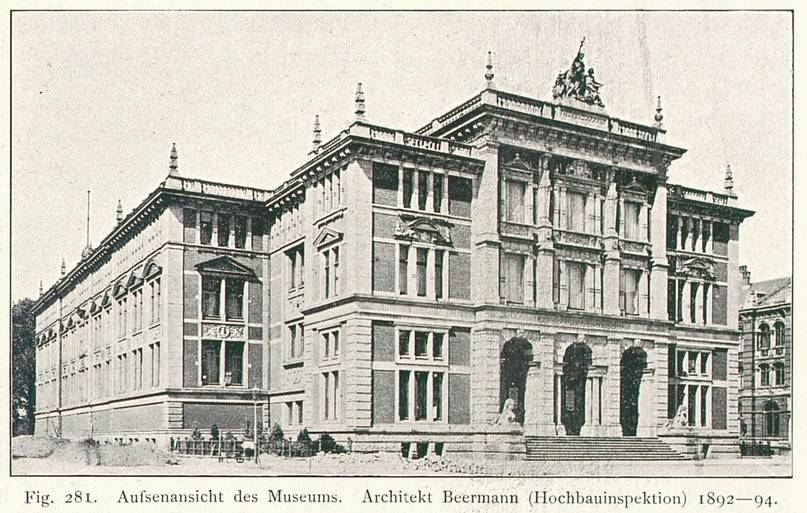
Museum für Natur-, Völker- und Handelskunde, errichtet 1891–1896

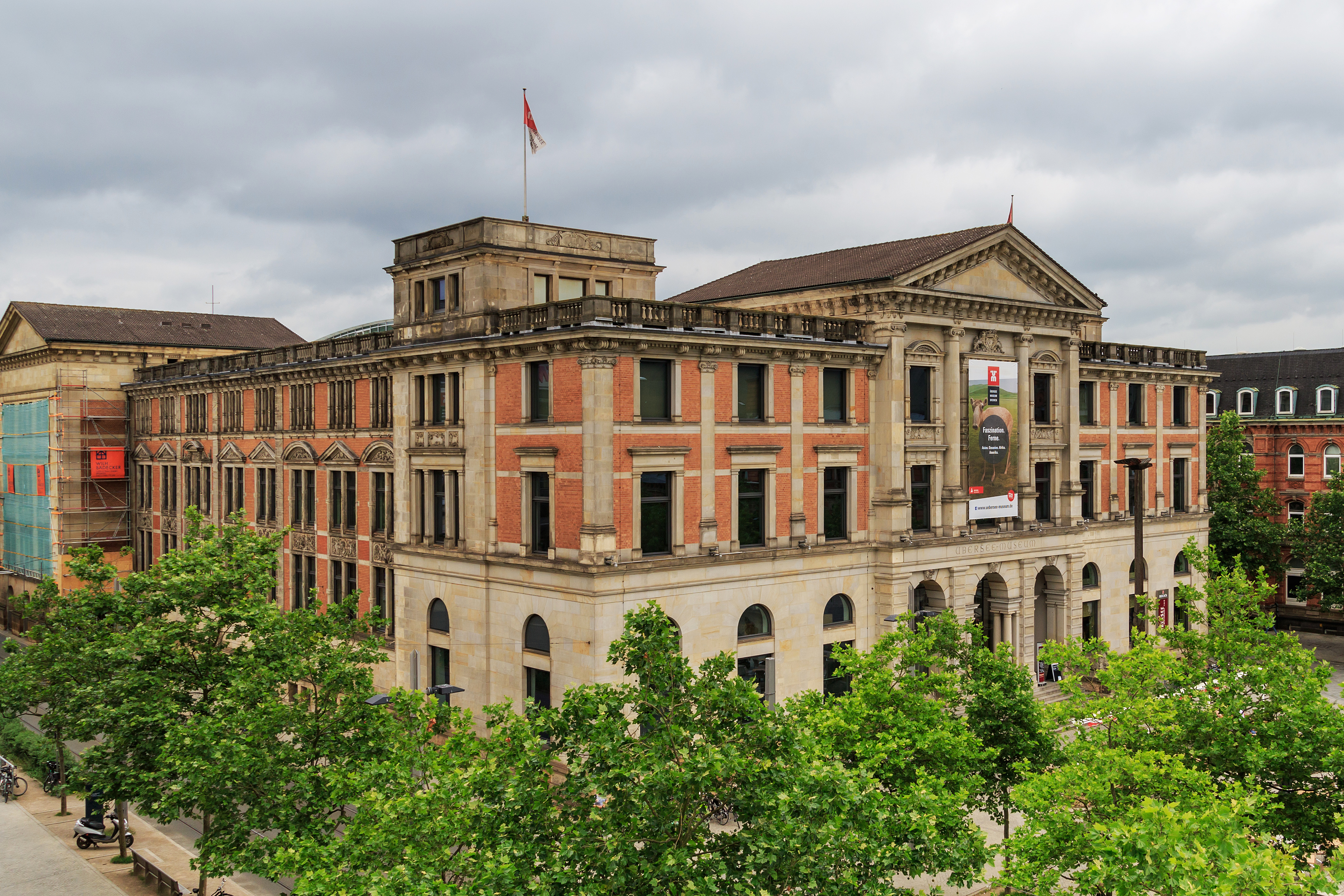
Heutiges Übersee-Museum nach dem Umbau 1907–1911

## Biografie
Ludwig Beermann wuchs mit seinen Eltern und vier jüngeren Geschwistern in der Wulwesstraße 24 in Bremen auf. Sein Vater Johann Heinrich (Hinrich) Andreas Meier gen. Beermann (auch Behrmann) war als Kutscher tätig und seine Mutter Margaretha (Met[t]a) geb. Rauschenberg kam aus einer alten Bremer Baumeisterfamilie. 1877 heiratete Beermann die Bremerin Anna Buse und brachte mit ihr drei Töchter zur Welt. Nach mehreren Umzügen im Laufe des Familienlebens zogen die Beermanns letztendlich in die Schweizer Straße Nr. 12, wo Ludwig Beermann bis zuletzt lebte.
Beruflich orientierte Beermann sich an den Verwandten mütterlicherseits. Zusätzlich wurde seine Berufswahl wohl dadurch geprägt, dass in seinem unmittelbaren Umfeld (Ostertor und Steintor) aufgrund der Stadterweiterung viel gebaut wurde und das Bauhandwerk für ihn damit stets präsent war. 1866 absolvierte Beermann eine Maurerlehre und ab 1867 besuchte er die Herzogliche Baugewerkschule Holzminden. Dort wurde er für seine außerordentlichen Leistungen in Zusammenhang mit dem Entwurf eines städtischen Mietshauses gelobt. Im Jahr 1875 kehrte Beermann als Architekt nach Bremen zurück. Allerdings existieren keine Aufzeichnungen darüber, wie er den Titel erworben hat. Da zum Erlangen des Architektentitels zur damaligen Zeit der Besuch einer Polytechnischen Hochschule die Voraussetzung war, muss er nach seiner Zeit in Holzminden sein Studium noch an einem unbekannten Standort fortgesetzt haben.

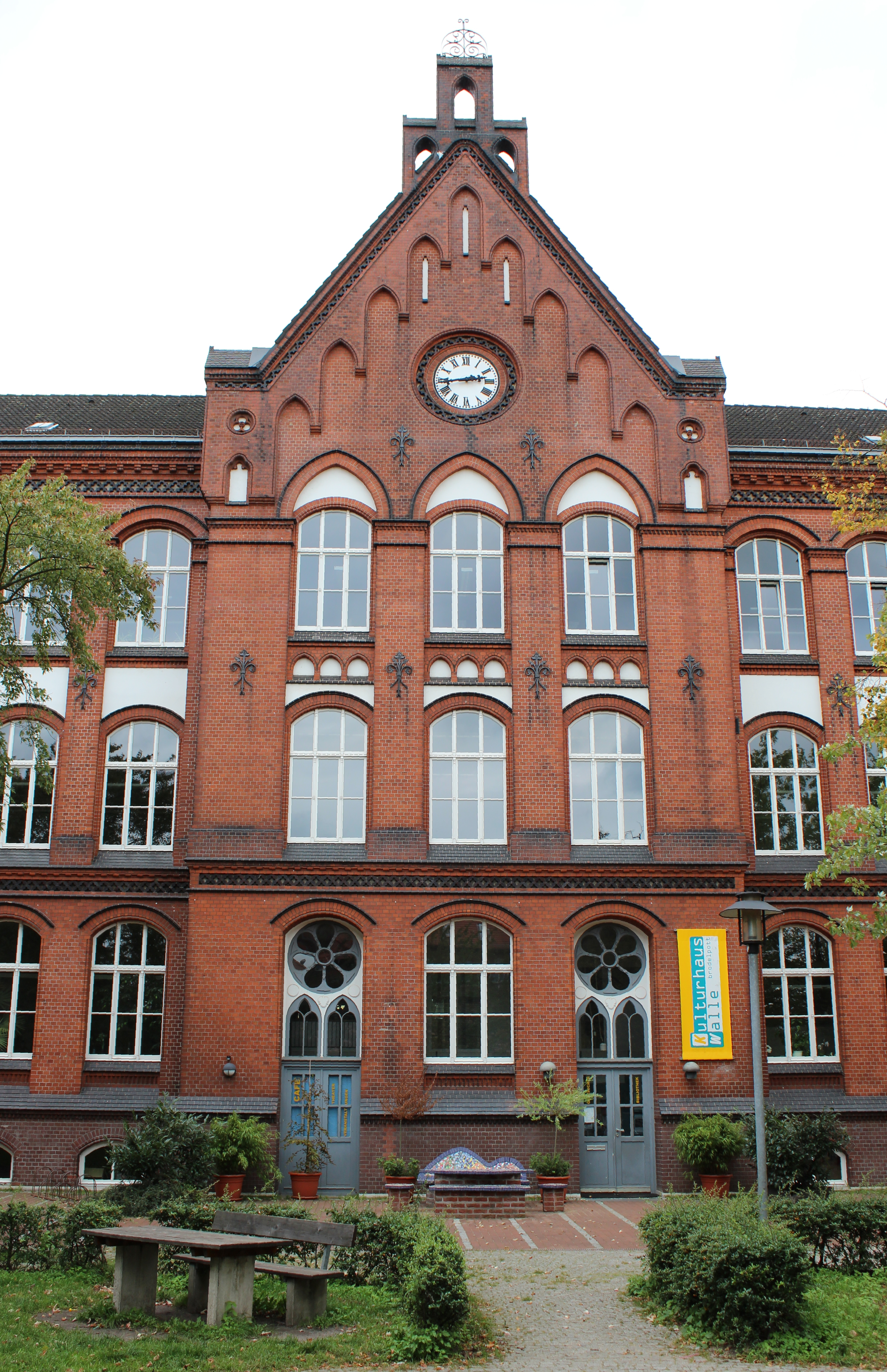
Freischule und Schulzentrum Walle, heute „Schule an der Schleswiger Straße“

Seit seiner Rückkehr in den Heimatort gab Beermann auch Zeichenunterricht und hielt Vorlesungen über Kunst und Architektur. 1877/78 wurde er zum Vorsteher des „Technischen Bureaus“ (später „Allgemeine Bauverwaltung“) in der Baudirektion in Bremen, während er weiterhin als Dozent unterrichtete. In seinem neuen Beruf bearbeitete und genehmigte er vor allem Bauanträge. Mit der Planung und Umsetzung von Baumaßnahmen begann Beermann 1883 zunächst sporadisch und wurde letztendlich in Vollzeit in der Hochbauinspektion tätig. Seine Dozententätigkeit beendete er als der Bau des „Städtischen Museum für Natur-, Völker- und Handelskunde“ beschlossen wurde. Beermann plante und baute das Museum, welches heute als Überseemuseum weit über Bremen hinaus bekannt ist, gemeinsam mit dem Zoologen Dr. Hugo Schauinsland, dem späteren Museumsdirektor.
Nach 37 Jahren in der Bremer Baubehörde und dem Titel Staatsbaumeister mit Dienstgrad Oberbaurat in seinen letzten Jahren, wurde Beermann 1914 pensioniert. Er betätigte sich privat weiterhin als Künstler, vor allem in der Malerei.

## Bauwerke
- 1891–1896: Städtisches Museum für Natur-, Völker- und Handelskunde, seit  1951 Überseemuseum, Bahnhofsplatz 13 in  Bremen-Mitte, Erweiterung 1907–1911, Umbau 1976–1979[1][2][3][4][5][6][7][8]

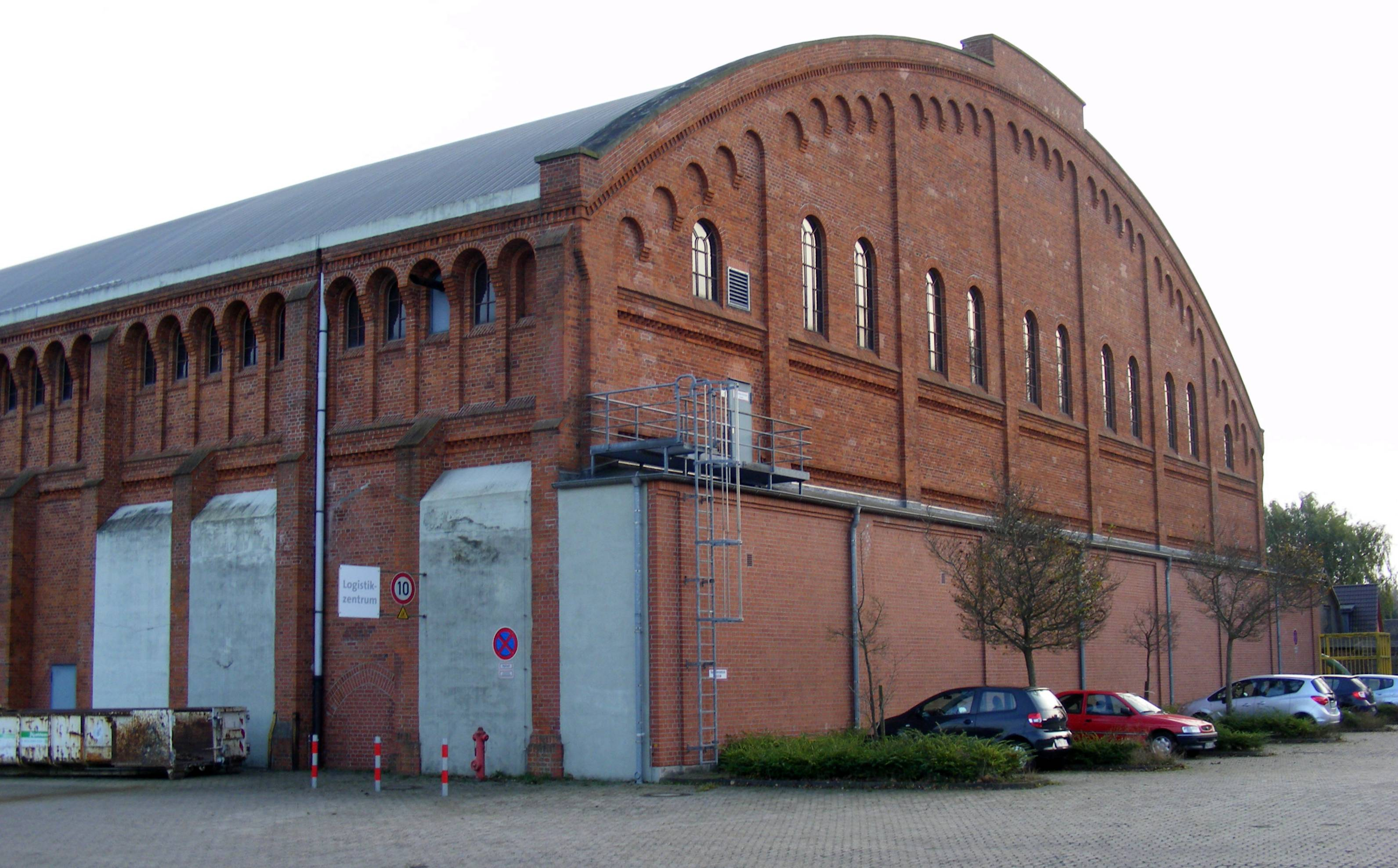
Ehemaliger Kohleschuppen des Gaswerk Woltmershausen

- 1899: Erweiterungsbau der Feuerwache 3, Auf der Kuhlen 1A in Bremen-Östliche Vorstadt
- 1899: Kohlenschuppen (Gebäude 29) des Gaswerks Woltmershausen, Am Gaswerkgraben 2 in Bremen-Woltmershausen, Erweitert 1908[3][9][10]
- 1899–1901: Freischule und Schulzentrum Walle, Schleswiger Straße 4, Theodorstraße 26 in Bremen-Walle[11][12]
- 1900: Elektrizitätswerk (Gebäude 10) des Gaswerk Woltmershausen, Am Gaswerkgraben 2 in Bremen-Woltmershausen[9][3]
- 1900: Kühlerhaus (Gebäude 19) des Gaswerk Woltmershausen, Am Gaswerkgraben 2 in Bremen-Woltmershausen[9][3]

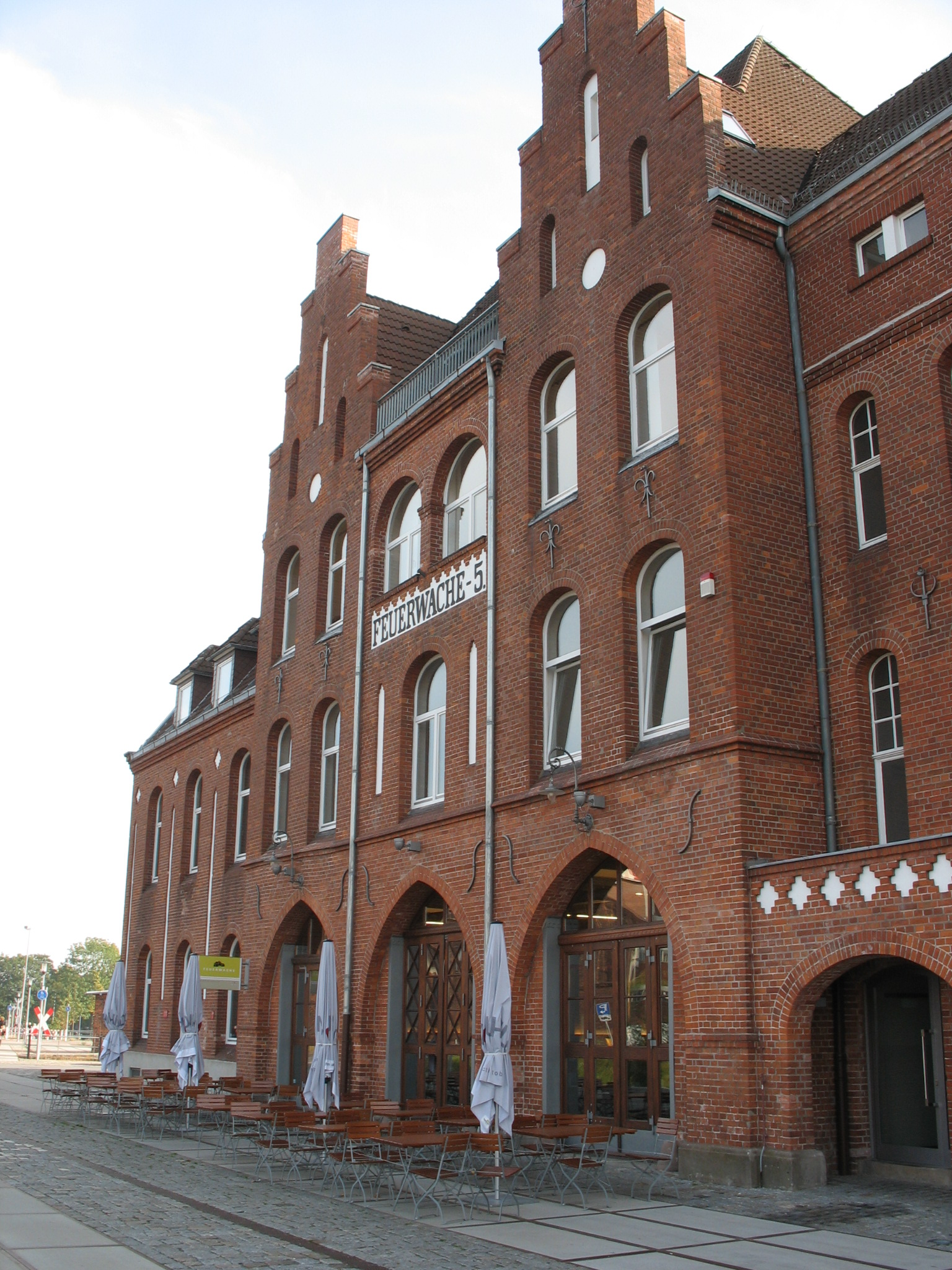
Feuerwache 5 in der Bremer Überseestadt

- 1901: Arbeitergebäude (Gebäude 5) des Gaswerk Woltmershausen, Am Gaswerkgraben 2 in Bremen-Woltmershausen, Erweitert 1903[9][3]
- 1901: Werkstatt (Gebäude 9) des Gaswerk Woltmershausen, Am Gaswerkgraben 2 in Bremen-Woltmershausen[9][3]
- 1901: Doppelwohnhaus für den Obermaschinenmeister und den Fabrikmeister (Gebäude 12 & 13) des Gaswerk Woltmershausen, Am Gaswerkgraben 2 in Bremen-Woltmershausen[9][3]
- 1901: Gasmessergebäude (Gebäude 27) des Gaswerk Woltmershausen, Am Gaswerkgraben 2 in Bremen-Woltmershausen[9][3]
- 1904–1906: Feuerwache 5 und Zollamt, Waller Stieg 1 & 3 & 5 und Fabrikenufer 2 in Bremen-Walle[13][3][14]
- 1906/1907: Schule und Gemeindeschule, Oslebshauser Heerstraße 115 in Bremen-Gröpelingen[11][15][3]
- 1911–1913: Pathologie des Städtischen Allgemeinen Krankenhauses Bremen, Am Schwarzen Meer 134 & 136, St.-Jürgen-Straße 1 in Bremen-Östliche Vorstadt[16][17][18][3][19]